# Marc Beckwé
Severin Marcel (Marc) Beckwé (Elsene, 9 oktober 1926 – Pepingen, 6 mei 2023) was een CVP politicus en ereburgemeester van Halle.

## Levensloop
Beckwé was een zoon van Victor Beckwé en Emma Blomme.
Van 1967 tot 1976 was Beckwé de laatste burgemeester van Buizingen. In 1977 werd Buizingen een deelgemeente van Halle.
Van 1983 tot 1994 was hij burgemeester van fusiegemeente Halle. Later werd hem de eretitel van ere-burgemeester toegekend.
Hij was kabinetsmedewerker onder Jean-Luc Dehaene toen deze minister van Verkeerswezen was.
Tevens was hij provincieraadslid van de provincie Brabant.
Hij overleed op 6 mei 2023 op 96-jarige leeftijd in het woonzorgcentrum Vander Stokken te Pepingen.